# Bonginkosi Dlamini
Bonginkosi Dlamini (* 24. April 1977 in Soweto) ist ein südafrikanischer Musiker, Schauspieler und Fernsehmoderator, der unter seinem Künstlernamen Zola bekannt ist. Der Name leitet sich von dem Township Zola im Süden Sowetos ab, in dem Dlamini aufwuchs.

## Biografie
Dlaminis Heimatort, das Township Zola, ist landesweit ebenso bekannt für seine sozialen Probleme wie für die zahlreichen Musiker, die es hervorgebracht hat. Dlamini wuchs dort in einer Umgebung mit hoher Arbeitslosigkeit, Alkoholismus und Gewaltkriminalität auf. Als Jugendlicher saß er wegen Autodiebstahls im Gefängnis.

## Karriere
Bekannt wurde Dlamini um die Jahrtausendwende als Darsteller in der zweiten Staffel der Fernsehserie Yizo Yizo. Dort übernahm er die beliebte Rolle des Gangsters Papa Action von einem ähnlich aussehenden Schauspieler aus der ersten Staffel.
Zola ist als Musiker einer der erfolgreichsten Vertreter des südafrikanischen Kwaito-Genres. 2000 veröffentlichte er sein Debütalbum uMdlwembe, bekannt für seinen düsteren Stil, der Dlaminis harte Kindheit und Jugend reflektiert und sich stark am Hip-Hop orientiert. Dlamini betätigt sich dabei nicht nur als Sänger, sondern schreibt und produziert auch. Zum zehnten Todestag des Hip-Hop-Musikers Tupac Shakur († 13. September 1996) veröffentlichte er postum ein Album von Shakur. Des Weiteren engagiert sich Dlamini häufig für Wohltätigkeitszwecke. Am 7. Juli 2007 trat er beim Live-Earth-Konzert in Randburg, einem Stadtteil Johannesburgs, auf. Außerdem stand er in Deutschland zusammen mit Peter Maffay auf der Bühne. Dlamini singt außerdem in zwei Songs des Mattafix-Albums Rhythm & Hymns mit.
Auch als Filmschauspieler trat Dlamini in Erscheinung. 2004 wirkte er in dem Film Drum – Wahrheit um jeden Preis (2004) mit. Ein Jahr später lieferte er den Soundtrack für den Oscar-prämierten Film Tsotsi (2005), in dem er auch die Rolle eines Gangsters übernahm.
Im Fernsehen präsentierte er von 2002 bis 2010 im südafrikanischen Sender SABC1 die nach ihm benannte Doku-Soap Zola 7, in der er Wünsche der Teilnehmer erfüllte. 2015 kam er mit der Sendung Utatakho zurück ins Fernsehen und half Kindern, ihre biologischen Väter ausfindig zu machen. 2018 startete seine neue Doku-Reality-Show Hope with Zola, in der Dlamini südafrikanischen Gemeinden hilft, soziale Probleme zu lösen und eine nachhaltige Entwicklung anzustoßen.

## Auszeichnungen
- 2001: Metro FM Awards
  - Lied des Jahres – Ghetto Scandalous
  - bestes Album des Jahres – Umldwembe
  - bestes Kwaito-Album – Umldwembe
- South African Music Awards
  - Künstler des Jahres 2002
  - bester Soundtrack – Yizo Yizo
  - bestes Musik-Video – Ghetto Scandalous
  - bestes Kwaito-Album – Umdlwembe
- 2004: Kora Award in der Kategorie Bestes Video Südliches Afrika
- 2005: South African Music Awards: Publikumspreis Künstler des Jahres für Bhambatha

## Diskografie
- 2000: Umdlwembe
- 2002: Khokhovula
- 2004: Bhambatha
- 2005: Ibutho
- 2009: Impepho
- 2011: Unyezi
- 2014: Intathakusa